# Fender Esquire
Fender Esquire — электрогитара с цельным корпусом, разработанная компанией Fender, выпуск которой начался в 1950 году. Была первой гитарой с цельным корпусом фирмы Fender Вскоре после его появления была выпущена версия с двумя звукоснимателями, получившая название Broadcaster; в то время как версия с одним звукоснимателем сохранила название Esquire. Компания Gretsch в то время продавала ударную установку под названием «Broadkaster», и по их просьбе Fender отказался от названия Broadcaster, в конце концов переименовав свою гитару в «Telecaster». Более универсальный Broadcaster / Telecaster с тех пор стал одной из самых популярных моделей Fender с десятками сделанных последствие вариаций. Как только Telecaster поступил в продажу, Esquire стал продаваться как его более дешёвая версия. В течение следующих двух десятилетий доступность других недорогих моделей привела к снижению продаж Esquire, и производство данной модели было прекращено в 1969 году.
С тех пор модель периодически перевыпускалась, но оставалась относительно «нишевой» гитарой. Гитаристы, использующие Esquire, сегодня предпочитают увеличение высоких частот модели по сравнению с Telecaster. Хотя Esquire была оригинальной моделью, учитывая популярность и непрерывное производство Telecaster, ограниченные переизданные модели Esquire обычно рассматриваются и выставляются как варианты Telecaster.

## Ранняя разработка
Первый опытный образец для Esquire (и позже Telecaster) был изготовлен Лео Фендером и Джорджем Фуллертоном осенью 1949 года. Прототип имел знакомую теперь форму деки типа дредноут с квадратными краями и одним вырезом, чтобы облегчить доступ к верхним ладам. Это аналогично признакам отличительной комбинации моста и пикапа, с их наклонным Champion, стал пикапом с отдельными полюсами для каждой строки, и три мостовых седели, которые позволили регулировать длину струны в парах и индивидуально высоту строки. Гриф, как и первые образцы Esquire, выпущенные в 1950 году, был сделан из цельного куска клёна без анкерного стержня. Гриф был прикреплён к корпусу четырьмя винтами и анкерной пластиной, в отличие от традиционной конструкции гитары, где шип на грифе приклеен к корпусу. В отличие от Эсквайра, гриф был шире у порожка, а головка имела по 3 тюнера с каждой стороны. Прототип отличался от более поздних серийных гитар несколькими другими аспектами: корпус был изготовлен из сосны, окрашен в непрозрачный белый цвет, его накладка не выходила за пределы струн, не было селекторного переключателя, а его ручки регулировки громкости и тона были установлены на наклонной пластине. Как и у серийных моделей, у него была съёмная крышка, но в отличие от серийных моделей крышка имела прямые боковые стороны. Прототип имел только один звукосниматель, как и Esquire-ы, выпускаемые с 1951 года.
За зиму 1949—1950 годов, Фендер усовершенствовал дизайн. Ширина шейки у порожка была сужена до 1 5/8 дюймов, а головка модифицирована так, чтобы вместить все шесть тюнеров с одной стороны от хорватского дизайна, который понравился Лео. Был добавлен переключатель выбора тона, и элементы управления были установлены на пластине параллельно струнам. Скретч-пластина (накладка) была увеличена В конце весны 1950 года Fender добавил второй (Champion steel) звукосниматель — ближе к грифу. Вскоре он был переработан так и заключён в металлическое защитное покрытие, разработанное Карлом Олмстедом (Race & Olmstead). Однако эта последняя функция не должна была попасть на коммерчески рекламируемую гитару Fender, поскольку дистрибьютор Fender, The Radio & Television Equipment Company (RTEC), решил, что будет легче продать версию гитары с одним звукоснимателем.

## Esquire 1950 года
Гитара с одним звукоснимателем была впервые изготовлена в марте 1950 года и дебютировала в качестве Esquire в каталоге RTEC Spring Дона Рэндалла того же года.. В то время как гитара, изображённая в каталоге, была окрашена в чёрный цвет с белой накладкой, более поздние Esquires, произведённые в то время, были окрашены полупрозрачным светлым ацетатным лаком с чёрной фенольной накладкой и с годами выцвели до цвета ириски. В отличие от ламинированных образцов древесины сосны и ясеня толщиной 1,5 дюйма, Broadcaster был толщиной 1,75 дюйма и изготовлен из твёрдого ясеня. Версия с двумя звукоснимателями была впервые выпущена в мае и июне того же года. В то время в ранних версиях Esquire не было анкерного стержня. Фред Фуллертон, отец Джорджа, разработал конструкцию, которая используется до сих пор. К октябрю пересмотренная версия с двумя звукоснимателями была переименована в Broadcaster. После возражений (телеграммы) Дону Рэндаллу (Fender) из Gretsch, который продюсировал банджо «Broadkaster» и ударную установку, от этого названия было решено отказаться. Многочисленные гитары были поставлены в 1951 году с вырезанной наклейкой с логотипом «Fender» и без названия модели (именуемой в наши дни «Nocaster»), пока название Telecaster не было принято в августе. Дон провёл конкурс, и никто не придумал подходящего имени. Телевидение только-только становилось популярным, а название прилипло. Гитара была разработана как электронный инструмент без акустических манипуляций тона. Скорее, звукосниматель гитары был спроектирован и помещён для передачи самого богатого сигнала для последующего манипулирования переключателем тона и другой электроникой.

## Esquire с 1951 по 1969 год
После переименования Broadcaster’а с двойным пикапом производство и продвижение Esquire’а с одним звукоснимателем было ненадолго прекращено. Он был вновь введён с добавлением анкерного стержня в январе 1951 года. Единственными внешними различиями между этими Esquire’ами второго поколения и Broadcaster’ами/Telecaster’ами 1951 года являются отсутствие второго (neck) звукоснимателя и ярлык Esquire на головке. Хотя у Esquire был только один звукосниматель, он сохранил трёхпозиционный переключатель, как у гитар с двумя звукоснимателями. Этот переключатель изменял тон звукоснимателя, сделав его более низким в переднем положении, в то же время позволяя использовать ручку регулировки тембра в среднем положении. С переключателем в заднем положении эти регуляторы тембра были полностью обойдены для «более горячего» основного тона.
Как и у гитар с двумя звукоснимателями, эти Esquires имели вырезанную фрезеровщиком полость в положении грифового звукоснимателя. Таким образом, с покупкой грифового звукоснимателя и заменой или модификацией накладки, гитаристы могли усовершенствовать свой инструмент до гитары, идентичной Telecaster во всех отношениях, за исключением модной наклейки. Например, Брюс Спрингстин играет на Fender Esquire, модифицированном таким образом. Спрингстин утверждает, что гитара, с которой он изображён на обложке альбома Born to Run, на самом деле представляет собой гибрид двух гитар, корпуса Telecaster и грифа Esquire. Однако на самом деле это Esquire первого поколения с двумя выемками для звукоснимателей. У Esquires были накладки Esquire, чтобы прикрыть место для окологрифового звукоснимателя; На гитаре Спрингстина второй звукосниматель, был установлен но не подключён.
Первоначальным обоснованием для повторного введения Esquire с одиночным звукоснимателем в 1951 году было предложение более доступного варианта для музыкантов, которые не могли позволить себе гитару с двумя звукоснимателями. Тем не менее, с появлением более дешёвых студенческих моделей, таких как Mustang, более дорогой Esquire стал менее привлекательным вариантом и продавался во всё меньших и меньших количествах. В итоге Fender прекратил производство модели Esquire в 1969 году.

## С 1986 года по настоящее время
В 1986 году Fender Japan начал выпуск Esquire, основанный на версии 1954 года и под маркой «Squier by Fender». Он имел резьбовые седла и белый пикгард либо с ирисово-белой, либо с металлически-красной отделкой. Некоторые люди сообщают, что была версия в цвете Blackguard, а также Sunburst. Эти Esquire были импортированы в США.
Fender Custom Shop также производит репродукцию Esquire 1959 года в рамках серии «Time Machine», модель, отличающуюся дизайном бриджа. Также фирменный Telecaster от Аврил Лавин, продаваемый под маркой Squier, напоминает Esquire, поскольку у него только один звукосниматель. Хотя звукосниматель в Avril Lavigne Telecaster является хамбакером, а не обычной одиночной катушкой, гитара также имеет трёхпозиционный селекторный переключатель, который позволяет гитаристу изолировать одну катушку звукоснимателя, таким образом предлагая одиночные тона катушек, как Esquire или даже обычный Telecaster, или обе катушки одновременно для предполагаемого звука хамбакера.